# Heinz Riepshoff
Heinz Riepshoff (* 1946 in Bremen) ist ein deutscher Denkmalpfleger, Hausforscher und Autor. Er ist Landesbeauftragter für Niedersachsen in der Interessengemeinschaft Bauernhaus e. V. (IGB) und seit 2002 Leiter des Bauernhaus-Archivs der Grafschaften Hoya und Diepholz, das sich in der niedersächsischen Stadt Syke befindet. 
Riepshoff ist in Syke aufgewachsen und hat lange Jahre im Syker Ortsteil Henstedt gelebt und gearbeitet. Er wohnt jetzt (2016) in Verden.

## Schriften
- Speicher und Backhäuser in der Grafschaft Hoya.  [Hrsg.: Interessengemeinschaft Bauernhaus e.V., IGB]. IGB, Lilienthal [1998]
- mit Wilhelm Reinhardt und Ralf Vogeding: Kein Haus ohne Fenster. Zur Geschichte des Fensters in der Grafschaft Hoya. [Zur Ausstellung "Kein Haus ohne Fenster". Die Geschichte des Fensters in der Grafschaft Hoya, Ausstellung vom 29. März bis 2. Juni 2002 im Kreismuseum Syke]. Hrsg.: Kreismuseum Syke, das Museum des Landkreises Diepholz / Interessengemeinschaft Bauernhaus e.V., IGB. Kreismuseum Syke / IGB Lilienthal, Syke / Lilienthal 2002.
- Hauskundliches Gutachten zum Bauernhaus „Ehmken Hof“, abgebaut in Dörverden, Sympher Allee 1. (2009) (PDF; 111 kB); siehe auch Ehmken Hoff
- als (Hrsg.) mit Wolfgang Dörfler (Hrsg.) und Hans-Joachim Turner (Hrsg.): Bauernhäuser aus dem Dreißigjährigen Krieg. [Interessengemeinschaft Bauernhaus e.V.]. Interessengemeinschaft Bauernhaus, Lilienthal 2010, ISBN 978-3-9810618-6-4
- Bauernhäuser in den Landkreisen Diepholz und Nienburg, Weser. Hrsg.: Landschaftsverband Weser-Hunte, Diepholz / Nienburg 2014.
- Bemerkenswerte Bauernhäuser in den Grafschaften Hoya und Diepholz. Photographien 1943/44 von Dr. Ing. Fritz Böse. Texte: Ralf Vogeding / Heinz Riepshoff. 2016, ISBN 978-3-9808212-6-1
- Das Bauernhaus vom 16. Jahrhundert bis 1955 in den Grafschaften Hoya und Diepholz. Hrsg.: Interessengemeinschaft Bauernhaus e.V. (IGB) und Landschaftsverband Weser-Hunte e.V., o. O. 2016, ISBN 978-3-9815353-2-7, 589 S. mit zahlr. Abb.
- Häuslingshäuser aus Sicht der Hausforschung, S. 308–362. In: Ralf Weber: Was Du siehst, wenn Du die Augen zumachst, das gehört Dir! Das Häuslingswesen im Landkreis Diepholz vom 17. Jahrhundert bis in die 1960er-Jahre. Hrsg.: Kreisheimatbund Diepholz e.V. und Kreismuseum Syke. WM-Verlag, Weyhe 2017, ISBN 978-3-9815713-6-3.
- mit Angelika Stiller-Beer, Raymonde Decker und Ralf Vogeding: Der Dorfschullehrer Kurt Pfaffenberg. Botaniker – Archäologe – Heimatforscher – Volkskundler. Syke 2019, ISBN 978-3-9808212-9-2.